# Immanuelkirche (Berlin)

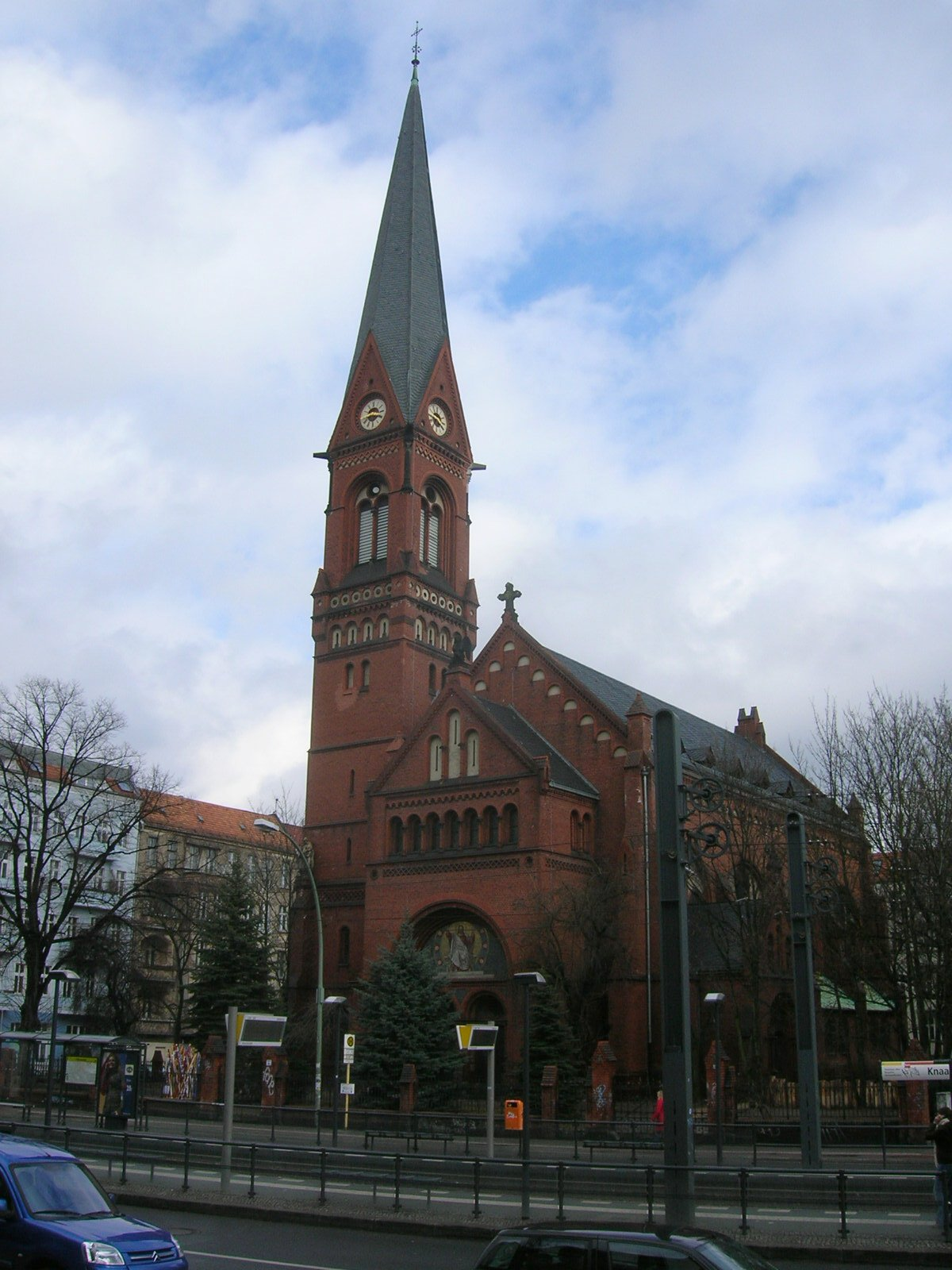
Evangelische Immanuelkirche

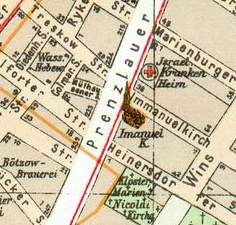
Lage der Immanuelkirche im Pharus-Stadtplan von 1902

Die Immanuelkirche ist eine evangelische Kirche im Winsviertel des Berliner Ortsteils Prenzlauer Berg im Bezirk Pankow. Sie wurde am 21. Oktober 1893 eingeweiht. Wie viele andere Kirchen in Berlin vom Ende des 19. Jahrhunderts ist sie im neoromanischen Stil erbaut; sie steht unter Denkmalschutz. Die Evangelische Kirchengemeinde Immanuel bildet gemeinsam mit der Bartholomäus-Kirchgemeinde und der Advent-Zachäus-Kirchgemeinde den Pfarrsprengel Am Prenzlauer Berg im Kirchenkreis Berlin Stadtmitte.

## Lage
Die nach Immanuel benannte Kirche steht im Süden des Ortsteils Prenzlauer Berg an der Ecke Prenzlauer Allee und Immanuelkirchstraße, am westlichen Rand des Winsviertels. Das Gebäude befand sich bei seiner Fertigstellung auf freiem Feld, die heutige benachbarte dichte Bebauung erfolgte erst im 20. Jahrhundert.

## Geschichte
Ende des 19. Jahrhunderts war die Gemeinde der Bartholomäuskirche, die sich am Königstor befindet, in einem Maße gewachsen, dass ein eigener Kirchenbau für die Wohngebiete um die Prenzlauer Allee notwendig geworden war. Wie bei den meisten Kirchenneubauten dieser Zeit stand der Bau unter der Schirmherrschaft der damaligen Kaiserin Auguste Viktoria. Die Bauarbeiten begannen im Jahr 1891, die Grundsteinlegung fand am 12. Juni 1892 statt. Die Großgrundbesitzerfamilie Julius Bötzow, Auguste Bötzow, Elisabeth Ahrends und Herman Bötzow schenkten der Gemeinde das nötige Bauland. Die Kosten von etwa 300.000 Mark (kaufkraftbereinigt in heutiger Währung: rund 2,4 Millionen Euro) für den eigentlichen Bau übernahm die benachbarte Georgengemeinde.
Der Architekt Bernhard Kühn entwarf einen neoromanischen, rechteckigen Verblendbau aus roten Klinkern mit einem oktogonalen Choranbau. Den prägenden, 68 Meter hohen Turm auf quadratischem Grundriss mit achteckigem Spitzhelm ordnete er im Nordwesten des Grundstücks an.
Am Turmunterbau thronen Statuen der vier Evangelisten. Für das Tympanon des Eingangsportals entwarf der Künstler Paul Mohn ein großes, farbiges Mosaikbild, ausgeführt von der Firma Puhl & Wagner, mit der Darstellung eines segnenden Christus, das sich oberhalb der zwei Eingangstore befindet.

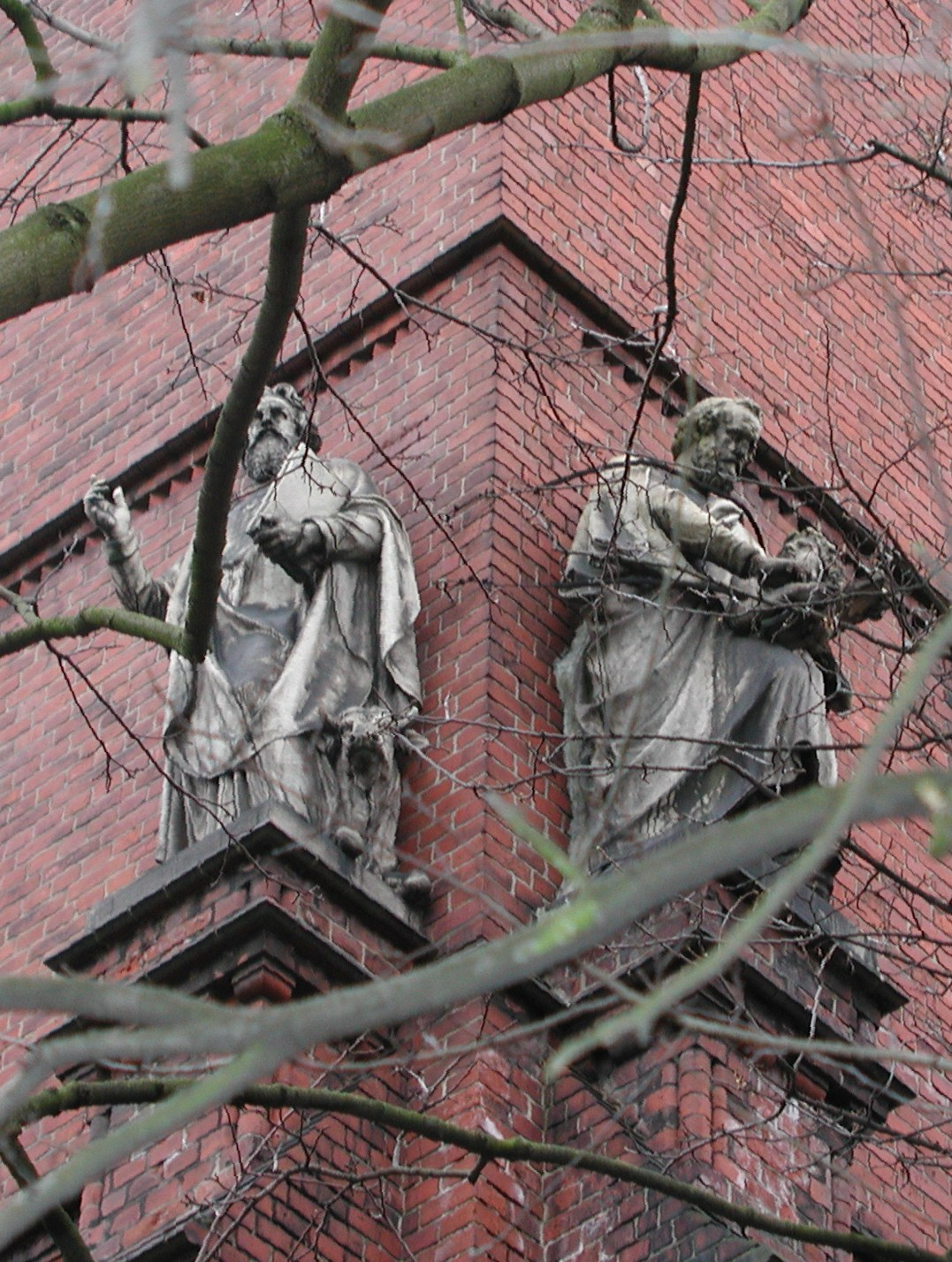
Evangelisten Lukas und Matthäus am Turm
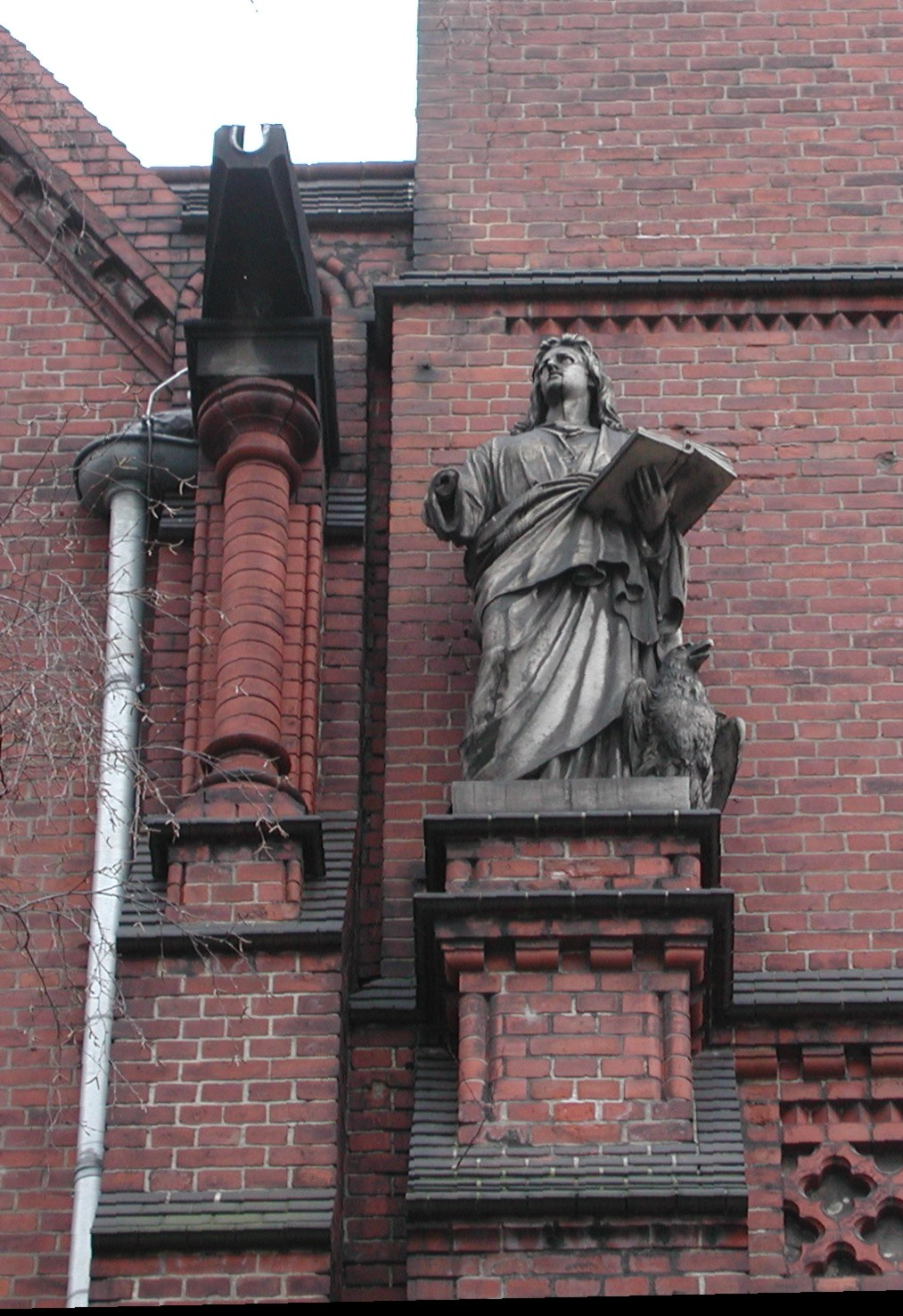
Evangelist Johannes am Turm
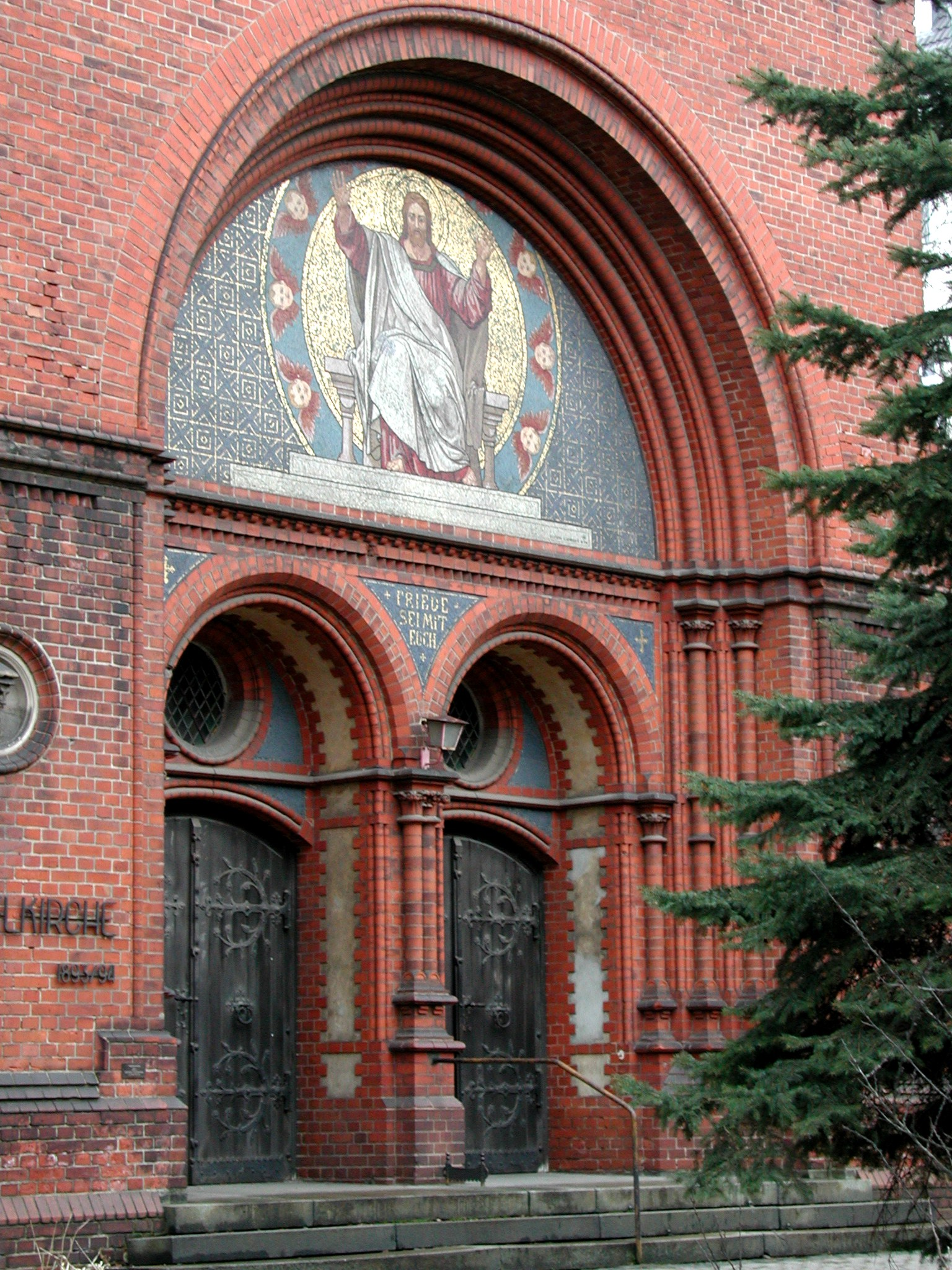
Portal der Immanuelkirche

Die Einweihung des Gebäudes fand in Anwesenheit von Kaiser Wilhelm II. und seiner Frau Auguste Viktoria am 21. Oktober 1893 mit einer Predigt des Generalsuperintendenten Wilhelm Faber statt. Aufgrund einiger Verwirrungen gehörte die Kirche von 1893 bis 1999 dem Staat, erst danach ging sie in Gemeindebesitz über.
Im Jahr 1906 wurde im Kirchengebäude elektrische Beleuchtung installiert. In den Jahren 1944/1945 wurden durch alliierte Luftangriffe und Kampfhandlungen der Kirchturm, das Dach und die Decke des Kirchenschiffs sowie die Fenster der Chorapsis und das Dach des Gemeindehauses stark beschädigt. Durch Plünderer verschwanden der Abendmahlswein und ein großer Teppich der Kirche. Die baulichen Schäden konnten jedoch bald nach Kriegsende beseitigt werden. Probleme aus der Besetzung durch die Rote Armee sind nicht bekannt geworden.
Seit 1985 ist die Kirche als Baudenkmal anerkannt.

## Glocken
Im Turm befinden sich drei Gussstahlglocken, hergestellt 1892 im Bochumer Verein.  Die mittlere Glocke verdankt ihren Guss einer Spende des Regierungsbaumeisters Ernst Peters und trägt eine Inschrift.
In einer Inventarliste der Gießerei sind folgende Angaben zu finden: das dreistimmige Geläut kam in eine quadratische Glockenstube, die eine Seitenlänge von 5,60 m hat. Die Herstellung aller drei Glocken samt Zubehör wie Klöppel, Achsen, Lager und Läutehebel kostete 3081 Mark.
| Glocke | Schlagton | Gewicht | Durchmesser | Höhe    | Inschrift |
| ------ | --------- | ------- | ----------- | ------- | --- |
| 1      | e'        | 945 kg  | 1335 mm     | 1185 mm | unbekannt |
| 2      | g'        | 676 kg  | 1175 mm     | 1040 mm | Psalm 117. Lobet den Herrn, alle Heiden; preiset ihn alle Völker! Denn seine Gnade und Wahrheit waltet ueber uns in Ewigkeit. Halleluja. |
| 3      | b'        | 423 kg  | ?           | ?       | unbekannt |

## Kircheninneres

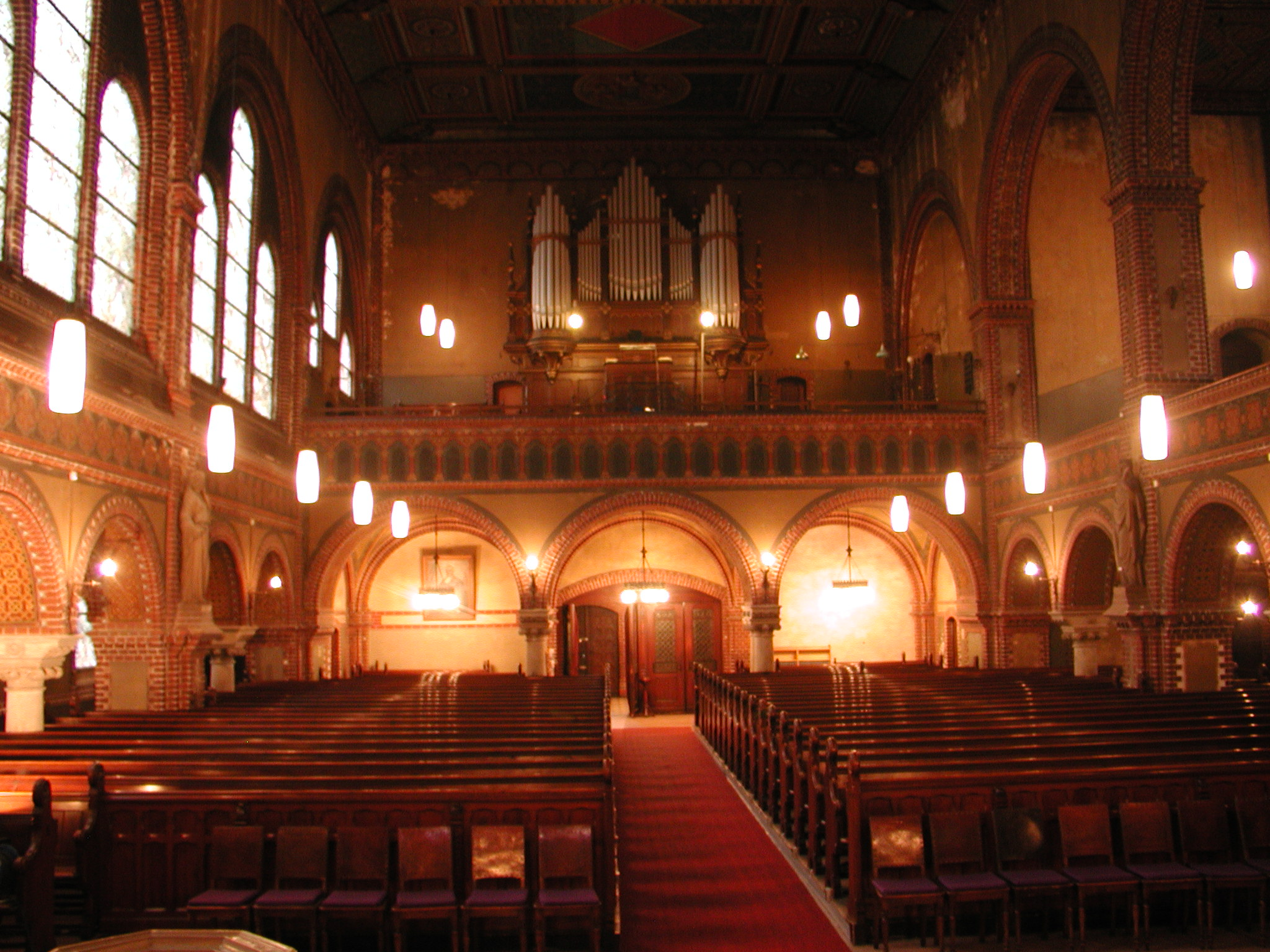
Gesamtansicht des Hauptschiffs

### Innenraum insgesamt
Beachtenswert ist der bis heute original erhaltene Innenraum der Flachdeckenhallenkirche mit einem vierjochigen Hauptschiff, an das sich zwei unterschiedlich breite Seitenschiffe anschließen. Die Decke ist mit Temperamalereien versehen, in deren flächenhaften Ornamenten vier Medaillons biblische Szenen zeigen. Die Wände des Mittelschiffs sind ebenfalls großflächig mit floralen Ornamenten ausgeschmückt, die unter Leitung des Braunschweiger Malers Adolf Quensen entstanden. An vier Säulen lehnen sich die Terrakotta-Figuren der Apostel Jakobus, Bartholomäus, Petrus und Paulus. Nach mehr als 100 Jahren sind jedoch alle Flächen des Innenraumes, die Oberflächen der Figuren und der Säulen stark verschmutzt, was nur durch sorgfältige manuelle Restaurierung zu alter Schönheit gebracht werden kann.

### Altar, Chorraum, Kanzel

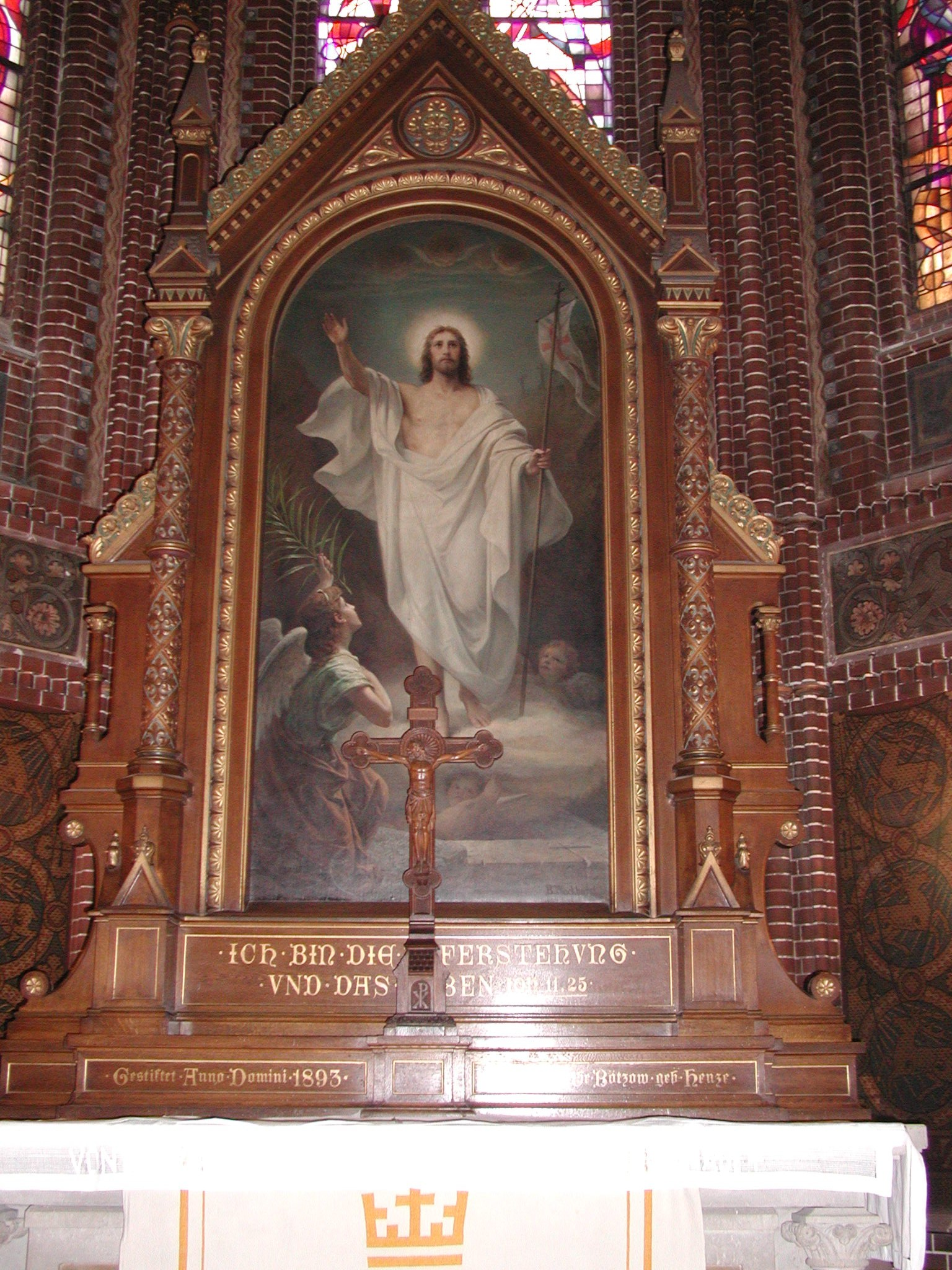
Altarbild

Der hölzerne Altar steht auf einem Sandsteintisch, der bereits restauriert wurde, in einer über fünf Stufen erreichbaren Altarnische. Das Altarblatt mit einer Christusdarstellung gestaltete der Maler Bernhard Plockhorst, gestiftet wurde das Gemälde 1893 von Margarethe Bötzow. In der Chorapsis, links und rechts vom Altar, stehen Figuren des Mose mit den Gesetzestafeln und Johannes des Täufers.

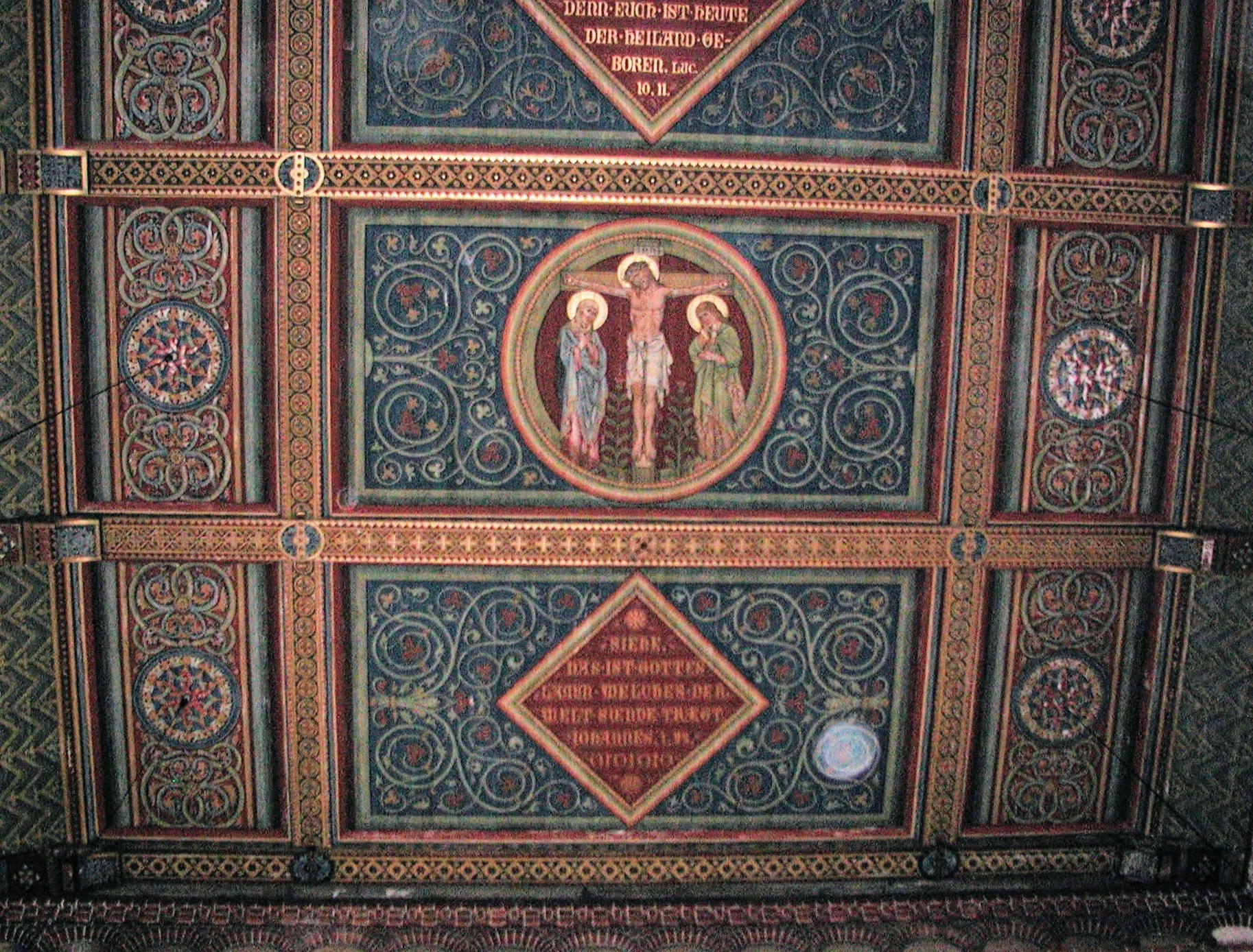
Detail der Deckenmalerei

Die Fenster der Chorapsis sind am Ende des Zweiten Weltkriegs geborsten und konnten nicht mehr repariert werden. Die Gemeinde erhielt in den 1950er Jahren neue modern gestaltete Buntglasfenster, die nach Entwürfen des Künstlers Herbert Mundel angefertigt wurden. Die Kanzel, deren Position an einem Pfeiler, an dem Chor und Kirchenschiffe zusammenstoßen, eine getreue Umsetzung des aus dem Jahre 1861 stammenden Eisenacher Regulativs für evangelische Kirchenbauten darstellt, wurde von Superintendent Kreibig gestiftet. Ein schlichter Taufstein, vom Kirchenältesten der Bartholomäusgemeinde geschenkt, vervollständigt die Ausstattung des Chorraumes.

## Orgel
Die Orgel auf der Empore stammt vom Frankfurter Orgelbaumeister Wilhelm Sauer und wurde am 14. Oktober 1893 der Gemeinde feierlich übergeben. Sie besaß zunächst 26 Register. 1914 wurde die Orgel durch die Firma Steinmeyer um einige Register erweitert. Trotzdem wurde sie im Klangbild kaum verändert und gilt als bedeutendes Beispiel für die Orgelbaukunst des ausgehenden 19. Jahrhunderts.
| I Hauptwerk C–f3 |                  |     |
| 1.               | Bourdon          | 16′ |
| 2.               | Principal        | 08′ |
| 3.               | Gedeckt          | 08′ |
| 4.               | Viola di Gamba   | 08′ |
| 5.               | Quintatön        | 08′ |
| 6.               | Gemshorn         | 08′ |
| 7.               | Flute harmonique | 08′ |
| 8.               | Rohrflöte        | 04′ |
| 9.               | Octav            | 04′ |
| 10.              | Kornett III-IV   |     |
| 11.              | Mixtur IV        |     |
| 12.              | Trompete         | 08′ |

| II Schwellwerk C–f3 |                  |        |
| 13.                 | Lieblich Gedeckt | 16′    |
| 14.                 | Principal        | 08′    |
| 15.                 | Schalmei         | 08′    |
| 16.                 | Rohrflöte        | 08′    |
| 17.                 | Aeoline          | 08′    |
| 18.                 | Vox coelestis    | 08′    |
| 19.                 | Traversflöte     | 04′    |
| 20.                 | Fugara           | 04′    |
| 21.                 | Quint            | 02 ⁄3′ |
| 22.                 | Octav            | 02′    |
| 23.                 | Oboe             | 08′    |

| Pedal C–d1 |                  |              |
| 24.        | Principalbass    | 16′          |
| 25.        | Violon           | 16′          |
| 26.        | Subbass          | 16′          |
| 27.        | Lieblich Gedeckt | 16′ (aus SW) |
| 28.        | Principal        | 08′          |
| 29.        | Bassflöte        | 08′          |
| 30.        | Posaune          | 16′          |

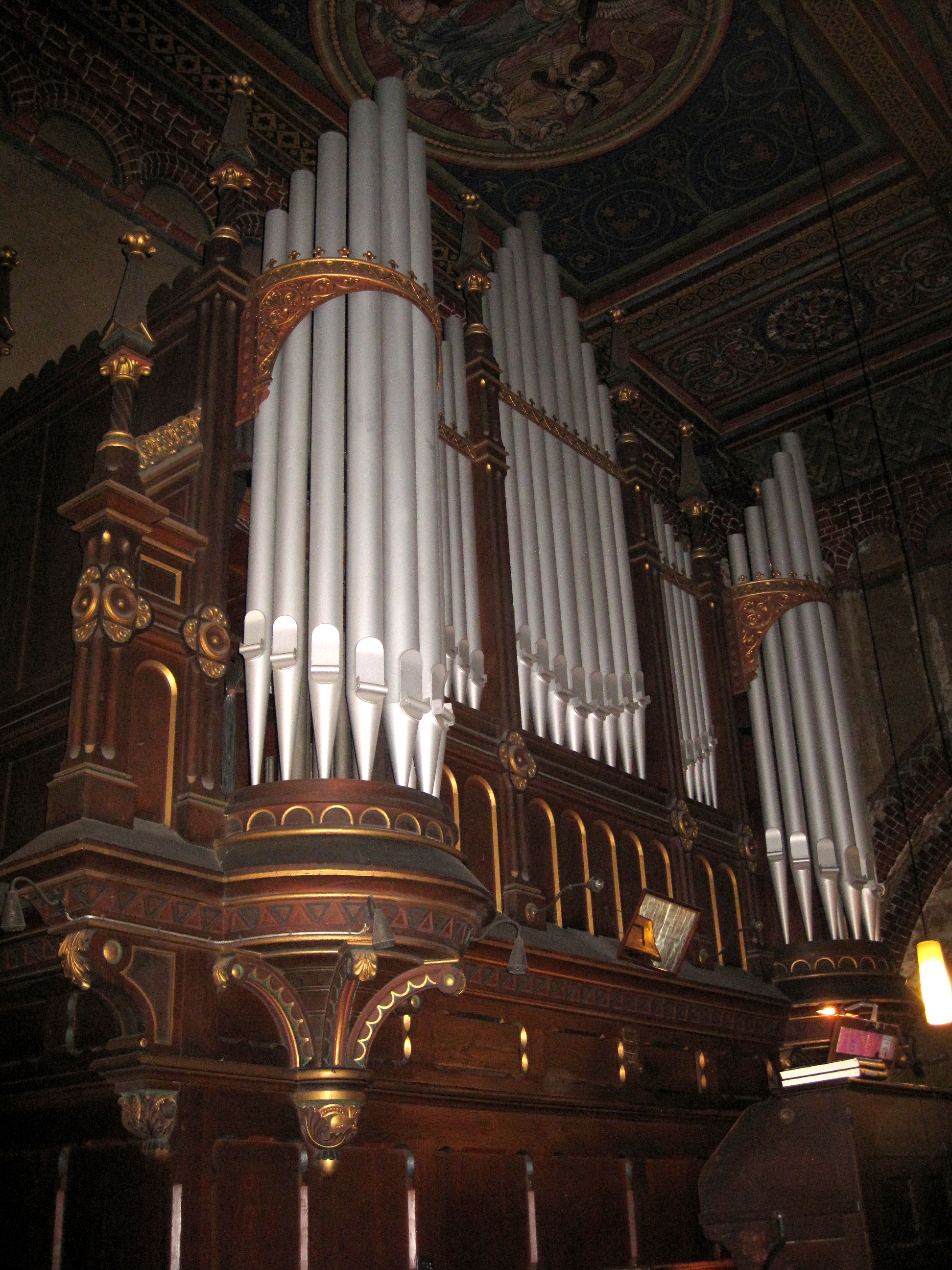
Sauer-Orgel (Seitenansicht)

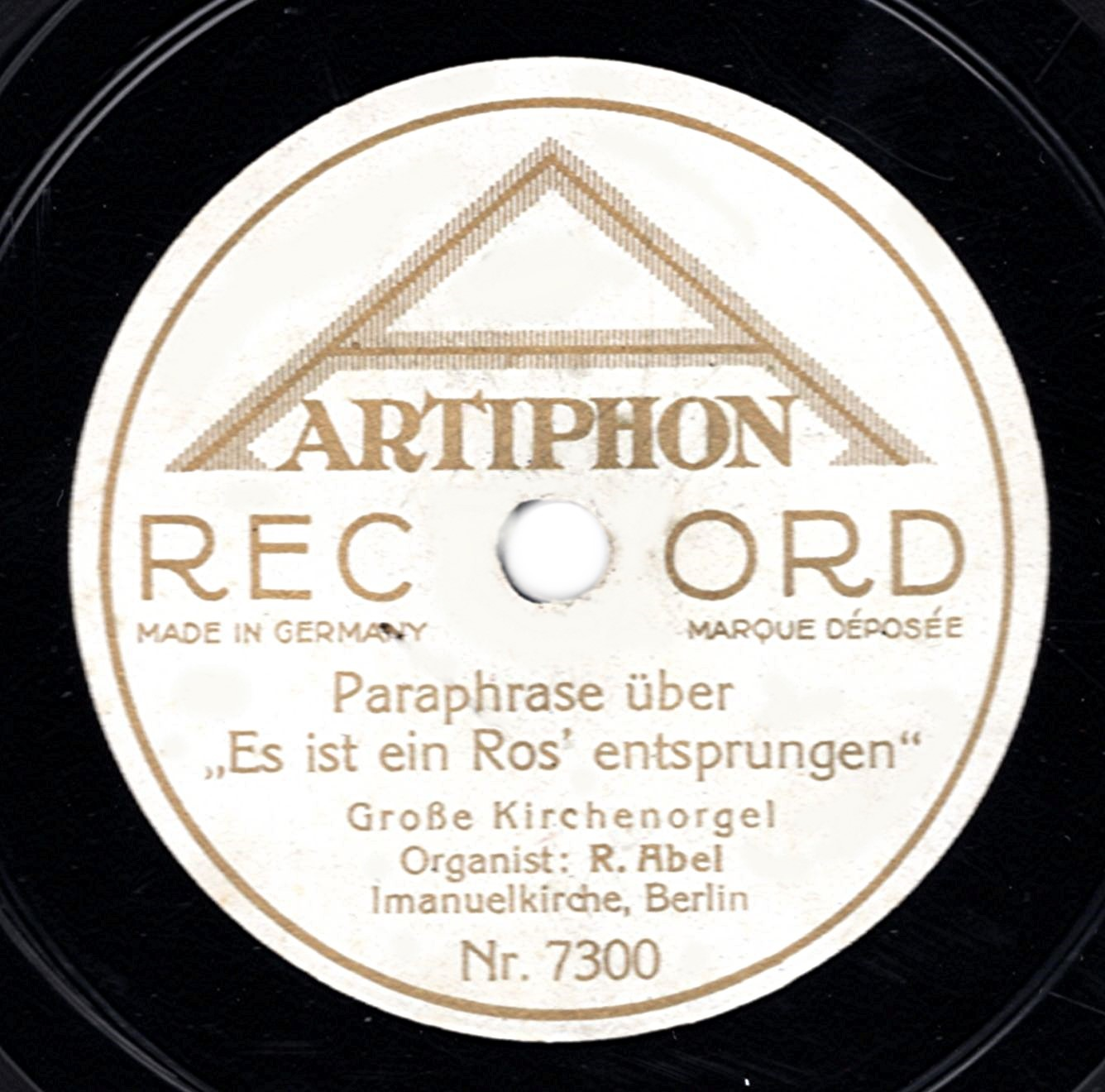
Schallplatte, aufgenommen 1927, mit Richard Abel (1858–1943), von 1903 bis 1930 Organist und Chorleiter an der Immanuelkirche

- Koppeln: II/I, I/P, II/P, Sub II/I, Super II/I
- Spielhilfen: 2 freie Kombinationen, 5 feste Kombinationen, Pianopedal, Zungenabsteller, Walze, Absteller

## Immanuelgemeinde
Im Jahr 1928 errichtete die Gemeinde direkt neben der Kirche ein Gemeindehaus nach Entwürfen des Architekten Otto Werner. Das Haus beinhaltet auch Wohnungen und bietet Platz für zahlreiche soziale Vereine. 1946 wurde ein gemeindlicher Kinderhort im selben Haus eingerichtet. Heute wird das Gemeindehaus für die Gemeindearbeit und im Winterhalbjahr für Gottesdienste genutzt und steht ebenfalls unter Denkmalschutz. Der Kinderhort wurde 2005 in eine gemeindliche Kindertagesstätte umstrukturiert.
Die Immanuelgemeinde sammelt seit 1999 Spenden für die Sanierung des Kirchengebäudes, mit denen bereits der Dachstuhl und die Dachfenster repariert werden konnten. Es sind aber noch weitere Arbeiten wie die Entfernung allgemeiner Wasser- und Witterungsschäden, die Beseitigung der Ablagerungen und ein eventueller Einbau einer Heizung dringend nötig. Die Gesamtkosten werden auf rund 3,6 Millionen Euro geschätzt, ein baldiger Abschlusstermin erscheint nicht möglich.

## Pfarrer an der Immanuelkirche
- 1930–1935: Walter Häfele (1900–1935)
- 1935–1942: Friedrich Klein (1905–1944)
- 1937–1958: Johannes Schwartzkopff (1889–1968)
- 1946–1964: Johannes Zachau (1896–1974)
- 1964: 00000Karl Martin Fischer (1936–1981)
- 1992–1996: Joachim Kähler (* 1958)